# Ferenc Tóth
Ferenc Tóth (ur. 8 lutego 1909 w Segedynie, zm. 26 lutego 1981 Budapeszcie) – węgierski zapaśnik. Medalista Letnich Igrzysk Olimpijskich z Londynu. Na tych Igrzyskach wystąpił również w stylu wolnym. Startował również na igrzyskach w Berlinie.

## Letnie Igrzyska Olimpijskie 1936 w Berlinie

### Styl wolny
| Konkurencja           | Runda eliminacyjna  | Runda eliminacyjna   | Runda eliminacyjna      | Runda eliminacyjna         | Runda eliminacyjna             | Półfinał                       | Finał                          | Klas. końcowa |
| Konkurencja           | Przeciwnik I        | Przeciwnik II        | Przeciwnik III          | Przeciwnik IV              | Przeciwnik V                   | Półfinał                       | Finał                          | Miejsce       |
| --------------------- | ------------------- | -------------------- | ----------------------- | -------------------------- | ------------------------------ | ------------------------------ | ------------------------------ | ------------- |
| -62 kg w stylu wolnym | Yaşar Erkan (TUR) W | Jean Chasson (FRA) W | Francis Millard (USA) L | Kustaa Pihlajamäki (FIN) L | → Odpadł z dalszej rywalizacji | → Odpadł z dalszej rywalizacji | → Odpadł z dalszej rywalizacji | 5.            |

## Letnie Igrzyska Olimpijskie 1948 w Londynie

### Styl klasyczny
| Konkurencja               | Runda eliminacyjna  | Runda eliminacyjna    | Runda eliminacyjna       | Runda eliminacyjna   | Runda eliminacyjna | Półfinał               | Finał                          | Klas. końcowa |
| Konkurencja               | Przeciwnik I        | Przeciwnik II         | Przeciwnik III           | Przeciwnik IV        | Przeciwnik V       | Półfinał               | Finał                          | Miejsce       |
| ------------------------- | ------------------- | --------------------- | ------------------------ | -------------------- | ------------------ | ---------------------- | ------------------------------ | ------------- |
| -62 kg w stylu klasycznym | Jan Stehlík (CSK) W | Jack Mortimer (GBR) W | Luigi Campanella (ITA) L | Egil Solsvik (NOR) W | Walkower W         | Olle Anderberg (SWE) L | → Odpadł z dalszej rywalizacji | 3.            |

### Styl wolny
| Konkurencja           | Runda eliminacyjna  | Runda eliminacyjna     | Runda eliminacyjna    | Runda eliminacyjna          | Runda eliminacyjna  | Półfinał                       | Finał                          | Klas. końcowa |
| Konkurencja           | Przeciwnik I        | Przeciwnik II          | Przeciwnik III        | Przeciwnik IV               | Przeciwnik V        | Półfinał                       | Finał                          | Miejsce       |
| --------------------- | ------------------- | ---------------------- | --------------------- | --------------------------- | ------------------- | ------------------------------ | ------------------------------ | ------------- |
| -62 kg w stylu wolnym | Mario Crete (CAN) W | Gazanfer Bilge (TUR) L | Hassan Sadian (IRN) W | Antoine Raeymaekers (BEL) W | Ivar Sjölin (SWE) L | → Odpadł z dalszej rywalizacji | → Odpadł z dalszej rywalizacji | 4.            |